# Real Academia de Arte Dramático
La Real Academia de Arte Dramático (en inglés: Royal Academy of Dramatic Art) o RADA, es una escuela de arte dramático en Londres, Inglaterra. Está ubicado en el barrio de Bloomsbury.
Fundada en 1904 por Sir Herbert Beerbohm Tree, es una de las escuelas de teatro más reconocidas de Inglaterra y del mundo.
RADA tiene un notable número de miembros asociados, como Andrew Lincoln, Jane Asher, Kenneth Branagh, Michael Gambon, Judi Dench, Ralph Fiennes, Matthew Macfadyen, Edward Fox, Ian Holm, Anthony Hopkins, Derek Jacobi, Helen Mirren, Peter O'Toole, Diana Rigg y Tom Hiddleston.

## Alumnos destacados
Algunos de sus alumnos más destacados son:
- Antonia de Sancha
- Ben Whishaw
- Richard Attenborough
- Sean Bean
- Roger Moore
- Michael Caine
- Kenneth Branagh
- Tom Hiddleston
- Colin Morgan
- Ian Carmichael
- Tom Courtenay
- Timothy Dalton
- Brian Epstein
- Michael Gambon
- Brendan Gleeson
- Ralph Fiennes
- Albert Finney
- John Gielgud
- Imelda Staunton
- Juliet Stevenson
- Fiona Shaw
- Sally Hawkins
- Ian Holm
- Anthony Hopkins
- Reginald D. Hunter
- John Hurt
- Nigel Kneale
- Charles Laughton
- Taron Egerton
- Vivien Leigh
- Robert Lindsay
- Lois Maxwell
- Michael Sheen
- Peter O'Toole
- Dame Helen Mirren
- Clive Owen
- John Rhys-Davies
- Alan Rickman
- Diana Rigg
- Glenda Jackson
- Derek Jacobi
- Frank Dillane
- Gemma Arterton

Otros de sus alumnos destacados: Iain Glen, Steve McFadden, Richard Briers,  Bradley James, Joe Orton, Bruce Payne, Harold Pinter, Jonathan Pryce, Jean Rhys, Laurence Fox, George Bernard Shaw y Mark Womack y China Zorrilla.